# 吴允摹
吴允摹（？—？），福建仙游人，中华民国政治人物。
民国16年（1925年）2月，吴允摹接替郭荦担任福建省霞浦县知事，是为民国时期最后一任县知事。国民党接管福建后，吴允摹于民国16年（1927年）7月奉调离任，县知事职务废除，改称县长，由刘以臧接任。